# Little Annie Rooney (pel·lícula de 1925)
Little Annie Rooney és una pel·lícula muda produïda i protagonitzada per Mary Pickford i dirigida per William Beaudine. Es va estrenar el 18 d'octubre de 1925.

## Argument
La petita Annie Rooney és la filla d'un policia que reparteix el seu temps entre barallar-se amb una banda de nois i cuidar el seu pare i el seu germà Tim. Tim pertany a una banda de nois més grans, els Big Kellys, liderada per Joe Kelly del qual Annie està enamorada. El pare d'Annie és assassinat en una baralla entre bandes i Annie i Tim decideixen venjar-se. L'arma del crim assenyala Joe Kelly com a culpable de l'assassinat. Tim agafa l'arma del seu pare el dispara i el malfereix. Mentrestant, amb l'ajut de les bandes de nois del barri, Annie captura l'autèntic assassí. Després va a l'hospital on Joe està lluitant per la seva vida i dona la sang per a una transfusió que li salva la vida. Joe es recupera i es dedica al negoci de camions i Tim es converteix en un policia de trànsit.

## Repartiment
- Mary Pickford (Little Annie Rooney)
- William Haines (Joe Kelly)
- Walter James (oficial Rooney)
- Gordon Griffith (Tim Rooney)
- Carlo Schipa (Tony)
- Spec O'Donnell (Abie)
- Hugh Fay (Spider)
- Vola Vale (Mamie)
- Joe Butterworth (Mickey)
- Oscar Rudolph (Athos)
- Eugene Jackson (Humidor)

## Producció
Mary Pickford va ser una de les actrius més populars del cinema mut. El paper pel que el públic la reconeixia era el d'una noia d'uns 12 o 13 anys (ella ja era una dona de 30) salvatge i descurada, sense diners, vincles socials ni educació, que vivia en barris marginals o en entorns rurals, com a “Tess of the Storm Country” (1914) o “Stella Maris” (1918). El 1923 va decidir donar un tomb a la seva carrera i interpretar papers de dona adulta produint “Rosita” (1923) i “Dorothy Vernon of Haddon Hall” (1924) però aquestes pel·lícules no van obtenir l'èxit esperat. La gent volia tornar a veure la noieta de llargs rínxols. Per tal de recuperar el favor del públic, amb 33 anys, va produir aquesta pel·lícula en que tornava a interpretar el seu clàssic paper. Va ser una de les pel·lícules més taquilleres d'aquell any.